# Tekes He
Tekes He (kinesiska: 特克斯河) är ett vattendrag i Kina. Det ligger i den västra delen av landet, 2 800 km väster om huvudstaden Peking.